# Vexillum vicmanoui
Vexillum vicmanoui is een slakkensoort uit de familie van de Costellariidae. De wetenschappelijke naam van de soort is voor het eerst geldig gepubliceerd in 2001 door Turner & Marrow.